# 호현로
호현로(狐峴路)는 경기도 시흥시 신천동 신천육교삼거리에서 여우고개를 거쳐 부천시 소사구 소사본동 소사삼거리를 잇는 도로이다. 원래 호현로는 예전부터 부천시와 시흥시를 연결하는 주요 도로 중 하나인 여우고개를 넘어가는 도로였기 때문에 여우고개길(여우로)로 불렸다. 그러다 2011년 7월 29일부터 실시된 도로명새주소 안내를 위한 도로명 정비로 여우고개를 한자명으로 표현한 호현로(狐峴路)라는 명칭으로 변경되었다. 국도 제39호선의 일부이기도 하다.

## 이름 유래
이 도로가 여우고개길로 불리는 이유는 여우고개를 넘어가기 때문인데, 여우고개에 대한 유래는 다음과 같다.
한자로 여우고개(如牛峴)라 한 것으로 보아 산의 형세가 마치 소가 누워 있는 모양이므로 소와 같다 하여 여우(如牛)고개라 했다는 설이 있다. 그러나 이는 여우고개 옆에 있는 하우고개에 더 해당하는데, 하우고개를 일명 와우(蝸牛)고개로 부르기 때문이다. 따라서 여우고개는 한자로 훈차한 호현(狐峴)으로 보는 것이 더 타당하다. 이는 이곳에 나무가 많고 후미진 곳이어서 여우가 많이 출현하였다 하여 붙여진 것으로 본다. 아직도 여스고개라는 말이 있는데, 이는 여우의 고어 형태인 ‘여ᅀᅳ’가 ‘여으→여우’로 음운 변천한 것이므로 여우에 관련된 고개가 타당한 듯싶다.

## 경유지
신천육교삼거리 - 시흥보건소 - 대야오거리 - 상대야동 - 여우고개 - 소사본동 - 부원초등학교 - 세종병원입구 - 소사삼거리